# Grande Cascade de Gavarnie
Grande Cascade de Gavarnie – wodospad na rzece Gave de Pau, na obszarze cyrku lodowcowego Cirque de Gavarnie. Administracyjnie położony jest w południowo-zachodniej Francji, w departamencie Pireneje Wysokie, w pobliżu miejscowości Gavarnie. Jego całkowita wysokość wynosi 422 metry. Jest najwyższym wodospadem we Francji i jednym z najwyższych w Europie.